# Studiedag
Studiedag är en dag då anställda eller företagare utbildar sig (fortbildning) istället för att utföra det vanliga arbetet. Det är särskilt vanligt vid skolor. Där innebär studiedagen att lärarna utbildar sig, medan eleverna i Sverige är lediga från skolundervisning. Fritidshem kan däremot ha öppet under studiedagar och lov för elever som har ett behov av det. Studiedagarna brukar fördelas över läsåret. Enligt skollagen får skolorna i Sverige ha högst fem studiedagar per läsår, utöver elevernas lovdagar (läst 2020).